# Juan Abreu (beisbolista)
Juan De Dios Abreu Reyes (nacido el 8 de abril de 1985 en San Pedro de Macorís) es un lanzador dominicano de Grandes Ligas que se encuentra en la organización de Dodgers de Los Ángeles.

## Carrera
Abreu fue firmado como agente libre de ligas menores por los Bravos de Atlanta antes de la temporada 2010 después de estar en la organización de Reales de Kansas City, llegando a no más que al nivel AA del sistema de ligas menores de los Reales.
Abreu fue cambiado a los Astros de Houston junto con Jordan Schafer y otros dos lanzadores de liga menor por Michael Bourn. Fue llamado a las Grandes Ligas por primera vez el 25 de agosto de 2011 e hizo su debut como lanzador de relevo contra los Piratas de Pittsburgh el 29 de agosto y lanzó en 7 partidos para los Astros en 2011, con una efectividad de 2.70 en 6.2 entradas.
El 10 de agosto de 2012, fue reclamado en waivers por los Azulejos de Toronto, y enviado a su equipo de Triple-A, Las Vegas 51s. Abreu fue sacado del equipo el 17 de agosto.
Firmó como agente libre de ligas menores con los Dodgers de Los Ángeles el 21 de noviembre de 2012.